# Grallaria carrikeri
Grallaria carrikeri е вид птица от семейство Grallariidae. Видът е почти застрашен от изчезване.

## Разпространение
Видът е разпространен в Перу.